# Sémelay
Sémelay é uma comuna francesa na região administrativa de Borgonha-Franco-Condado, no departamento Nièvre. Estende-se por uma área de 35,22 km². Em 2010 a comuna tinha 230 habitantes (densidade: 6,5 hab./km²).